# Kładka
Kładka – rodzaj obiektu inżynierskiego (mostu lub wiaduktu), przeznaczonego dla pieszych.

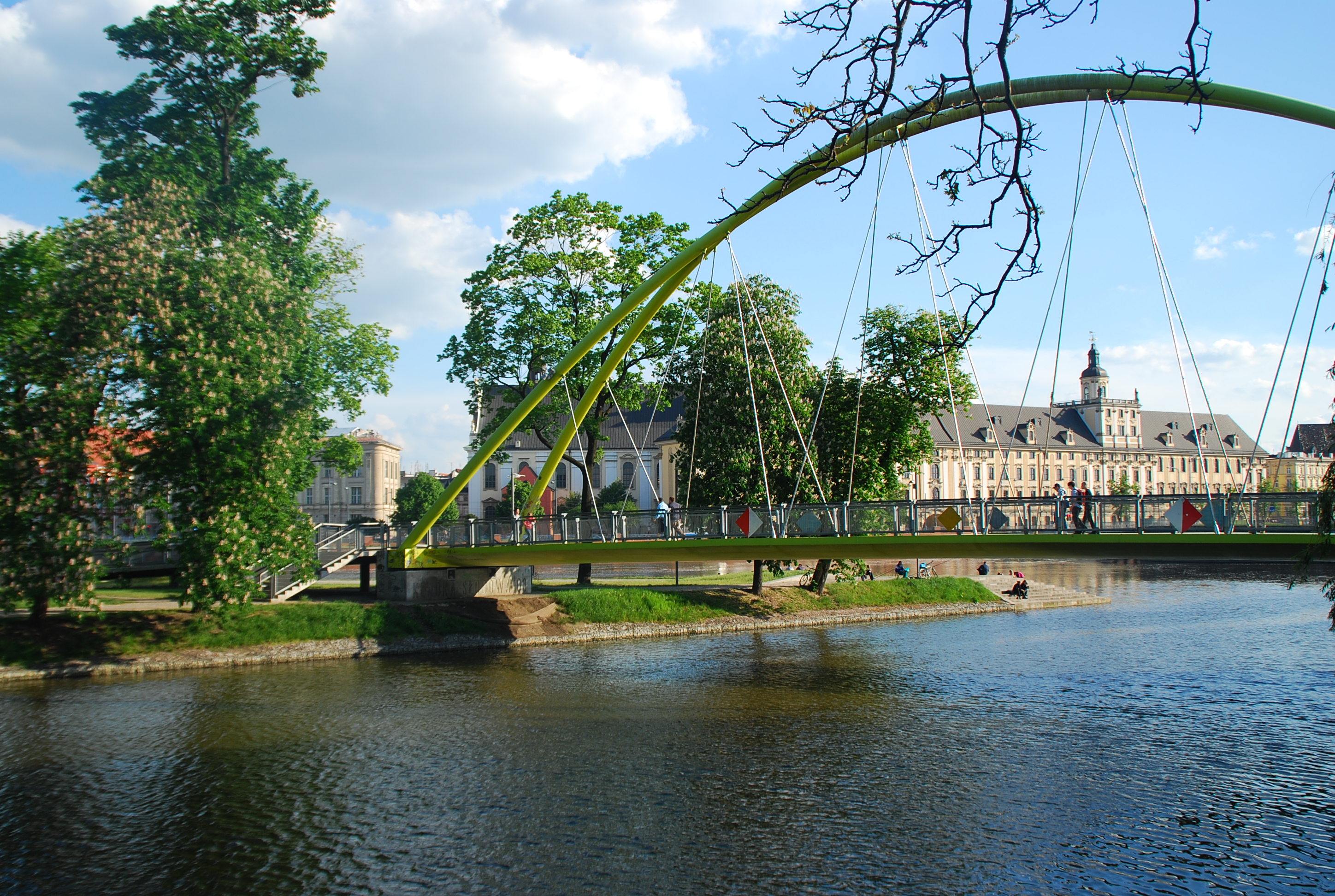
Kładka Słodowa we Wrocławiu

Tradycyjne kładki w małych miejscowościach budowane są z drewna i służą do przechodzenia nad niewielkiej szerokości rzekami, innymi ciekami, wąwozami i podobnymi przeszkodami terenowymi.
Kładkami zwane też są przejścia dla pieszych nad ruchliwymi drogami, torami kolejowymi itp. jako alternatywa wobec przejść podziemnych. Kładki takie oznacza się znakiem drogowym D-36: Przejście nadziemne.

## Linki zewnętrzne

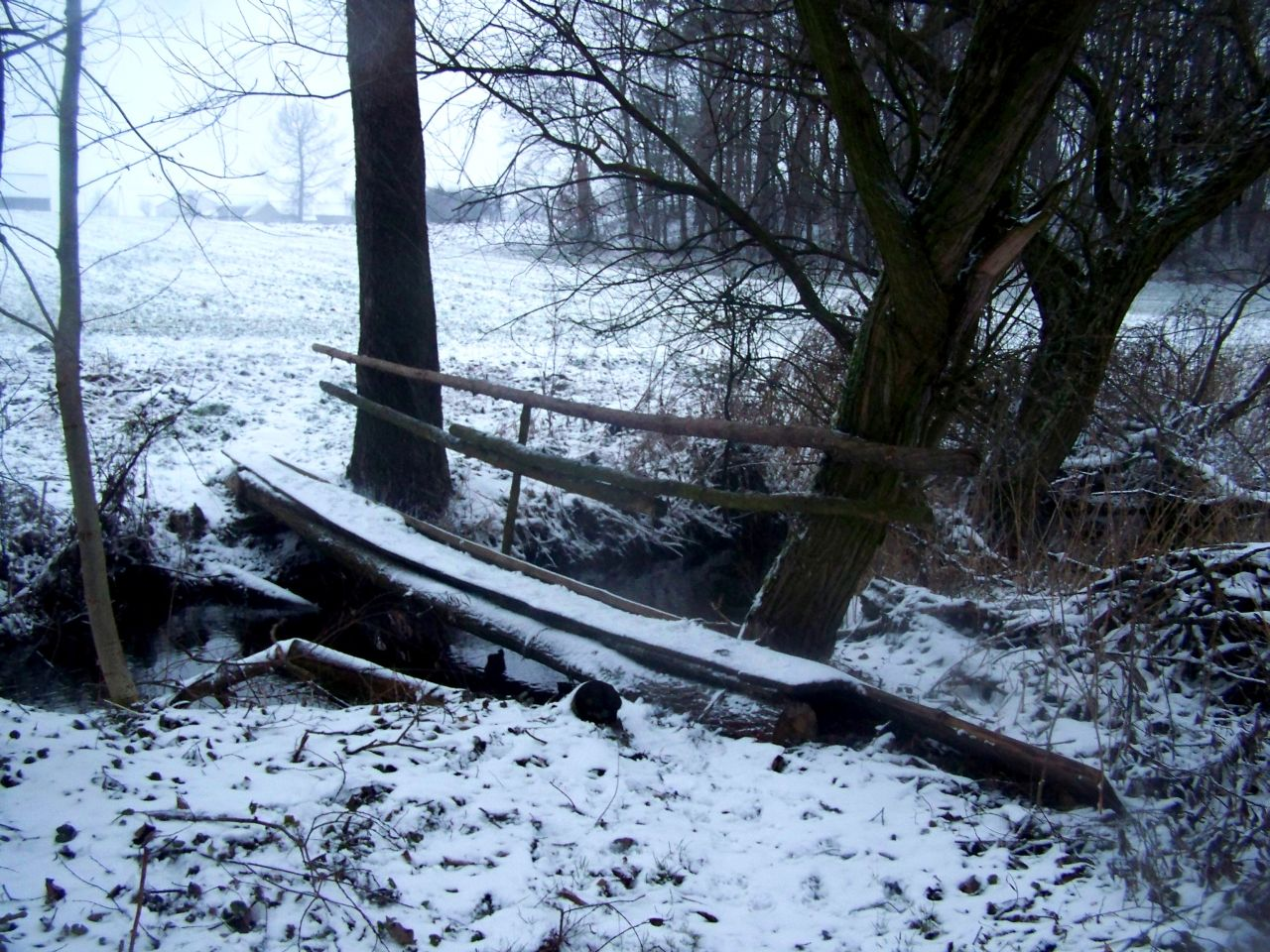
Kładka na Cetyni

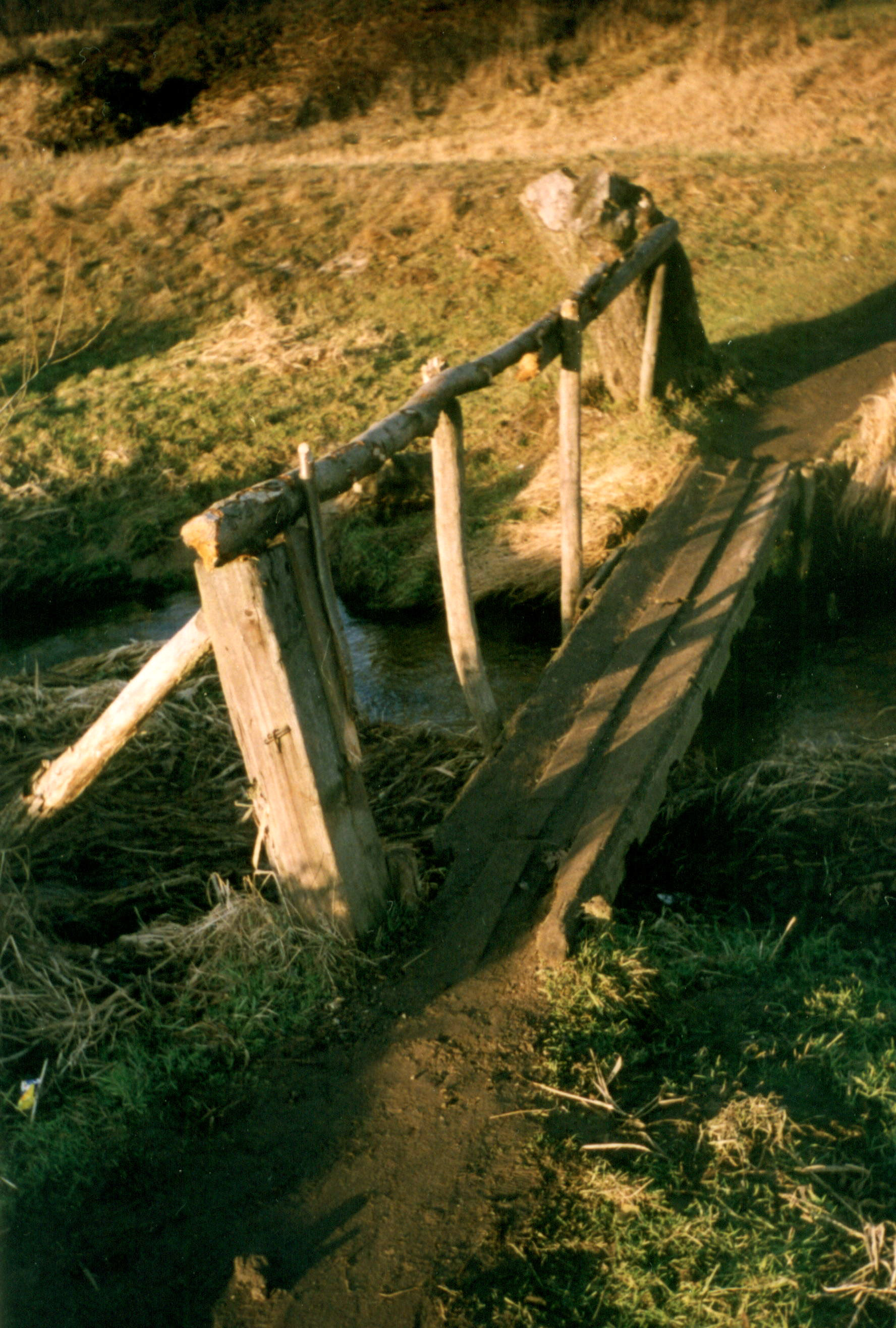
Kładka na Liswarcie